# Кобозево (Краснинский район)
Кобозево — упразднённая деревня в Краснинском районе Смоленской области России. Входила в состав Павловского сельского поселения. По состоянию на 2007 год постоянного населения не имела. 
Располагалась в западной части области в 12 км к юго-западу от Красного, в 14 км юго-западнее автодороги Р135 (Смоленск - Красный - Гусино), на берегу реки Лупа. В 25 км севернее деревни расположена железнодорожная станция О.п. 471-й км на линии Москва — Минск. 

## История
В годы Великой Отечественной войны деревня была оккупирована гитлеровскими войсками в июле 1941 года, освобождена в сентябре 1943 года.
Упразднена в 2010 году. 